# IC 2249
IC 2249 — галактика типу S? (спіральна галактика) у сузір'ї Рак.
Цей об'єкт міститься в оригінальній редакції індексного каталогу.